# 4998 Kabashima
4998 Kabashima este un asteroid din centura principală, descoperit pe 5 noiembrie 1986 de Kenzō Suzuki și Takeshi Urata.